# Moldava (district de Teplice)
Pour les articles homonymes, voir Moldava.
Moldava (en allemand : Moldau) est une commune du district de Teplice, dans la région d'Ústí nad Labem, en Tchéquie. Sa population s'élevait à 187 habitants en 2021.

## Géographie
Moldava est situé sur le versant tchèque des monts Métallifères, à la frontière allemande, à 14 km au nord-ouest de Teplice, à 26 km à l'ouest-nord-ouest de Ústí nad Labem et à 87 km au nord-ouest de Prague.
La commune est limitée par l'Allemagne au nord, par Mikulov à l'est, par Hrob au sud et par Osek à l'ouest.

## Histoire
La première mention écrite de la localité date de 1402.

## Transports
Par la route, Moldava se trouve à 10 km de Bílina, à 23 km de Teplice, à 39 km d'Ústí nad Labem et à 114 km de Prague.